# Schleswig-Holstein Magazin
Das Schleswig-Holstein Magazin ist ein 30-minütiges Regionalmagazin des Norddeutschen Rundfunks (NDR) für das Land Schleswig-Holstein. Es ist terrestrisch, über Kabel und digital über Satellit sowie über Zattoo und waipu.tv zu empfangen. Für die Erstellung und Ausstrahlung ist das NDR-Landesfunkhaus Schleswig-Holstein in Kiel verantwortlich. Das Schleswig-Holstein Magazin wird täglich, außer an Feiertagen mit Ausnahme von Ostermontag, um 19:30 Uhr ausgestrahlt. Am Folgetag erfolgen Wiederholungen jeweils um 4:15 Uhr und 10 Uhr. Die Wiederholungen sind im NDR Fernsehen und auf Radio Bremen TV zu sehen.

## Geschichte
Erstausstrahlung war am 1. Oktober 1985. Im Jahr 1993 erfolgte der Wechsel ins Dritte Programm. Ende Januar 2017 ging der NDR mit dem Magazin zum 10.000 Mal auf Sendung und brachte in dieser Zeit fast 100.000 Beiträge aus Schleswig-Holstein. Dabei kam es lediglich einmal zum Abbruch der Live-Sendung, weil ein Gewitter  am 1. Juli 1988 in Brokenlande die Durchführung der Außenübertragung verhinderte.
Seit einer Programmänderung im NDR ist der Programmplatz zwischen 18:00 Uhr und 18:15 Uhr an den Wochentagen ebenfalls für die Regionalprogramme reserviert. In diesem Zeitraum erfolgt im schleswig-holsteinischen Sendegebiet die Ausstrahlung der Sendung Schleswig-Holstein 18:00.

## Inhalt
Die Sendung informiert über das aktuelle Zeitgeschehen in Schleswig-Holstein mit Hintergrundinformationen auch aus dem Bereich Sport. In der Rubrik Zeitreise wird regelmäßig aus der Heimatgeschichte Schleswig-Holsteins berichtet.
Da ein Großteil des Sendegebiets aus ländlichen Räumen besteht, die es in der Vergangenheit nur selten schafften, Bestandteil des Sendeprogramms zu werden, wurde im Jahr 2008 die Rubrik Dorfgeschichte ins Leben gerufen. Hierbei erfolgt seither jeden Freitag die Auslosung einer Gemeinde (im Kreisgebiet Ostholstein werden als Bezugsgröße Ortsteile herangezogen) mit einer Einwohnerzahl von weniger als 1.000 Einwohnern, die am Folgetag porträtiert wird. Der Beitrag wird in der Folgewoche in der Montagsausgabe des Magazins gesendet.
Wiederholt Bestandteil der Sendungen sind darüber hinaus Beiträge der Rubrik Fundstücke. Hier werden Ausstellungsstücke mit historischem Wert aus Museen in Schleswig-Holstein porträtiert.

## Moderatoren

### Aktuelle Moderatoren
Seit dem 22. Mai 2016 wird auf die langjährige Aufteilung in Moderator und Nachrichtensprecher verzichtet, stattdessen kommen in der Regel folgende Moderatorenduos zum Einsatz:
- Harriet Heise & Christopher Scheffelmeier
- Gabi Lüeße & Henrik Hanses[3]

Seit dem Ausscheiden von Gerrit Derkowski moderiert außerdem Marie-Luise Bram die Sendung mit wechselnden Moderationspartnern.
In der 18-Uhr-Ausgabe des Magazins, welche montags bis freitags ausgestrahlt wird, werden als Moderatoren auch Vèrena Püschel, Eva Diederich und seit 2021 Alexandra Bauer eingesetzt.

### Ehemalige Moderatoren
- Jan Malte Andresen
- Martin Bechert (Nachrichten)
- Gerrit Derkowski
- Peter Dresewski[2]
- Agnes Fischer (Nachrichten)
- Heike Götz[2]
- Susanne Holst
- Anne-Karin (Nachrichten)
- Christine Kubis (Nachrichten)
- Thomas Kühn[2]
- Laura Lange
- Christian Pipke
- Norbert Radzanowski
- Heidi Sämann[2]
- Michael Schiessl (Nachrichten)
- Eva Maria Schmelter
- Christian Schröder[2]
- Susanne Steffen (Nachrichten)
- Kerstin Tewes
- Frank Trautwein (Nachrichten)
- Dörte Westermann (Nachrichten)
- Linda Zervakis (Nachrichten)[2]

## Trivia
Die Titelmelodie bestand bis zum 22. Mai 2016 aus den ersten Takten des Songs Sky High der Band Jigsaw.